# 曽我健
曽我 健（そが けん、1936年 - ）は、NHK交響楽団名誉顧問、はごろもフーズ株式会社監査役。新潟県  中蒲原郡亀田町（現在の新潟市江南区）出身。

## 人物・経歴
新潟大学卒業後、1958年NHK入局。社会部記者、その後副部長となる。
1976年4月 『ニュースセンター640』キャスター。番組の途中で涙を見せるハプニングも見せた。
1984年4月から1986年3月まで、『NHKニュースワイド』2代目キャスターに就任。初日に「ニュースワイドはこれで終わりです」と言って視聴者、スタッフをビックリさせた。『NHK特集』キャスターとしては、教育、国鉄、円高シリーズなどの分野での鋭い見識に定評。
1987年から1989年6月までNHK静岡放送局長。同年6月末にNHK解説委員長として東京に復帰。
1991年から解説委員室解説委員長。専務理事・放送総局長となった。川口幹夫会長の命により「奥ヒマラヤ禁断の王国・ムスタン」問題調査委員会委員を務め、訂正放送で説明を担当し、記者会見で謝罪を行った。
1996年1月5日からNHK交響楽団理事長を務める。

## 関連人物
- 大越健介 - 同郷かつNHKの後輩。